# HD 20293
HD 20293，又名CD-26 1210，SAO 168406、HR 980，是一颗恒星，视星等为6.25，位于銀經219.41，銀緯-58，其B1900.0坐标为赤經3h 10m 42.2s，赤緯-26° -58′ 15″。